# 薄叶胡颓子
薄叶胡颓子（学名：Elaeagnus thunbergii），又名鄧氏胡頹子、台灣胡頹子、魏氏胡頹子、尖葉胡頹子，为胡頹子科胡頹子屬下的一种小型灌木。高可達2.5米，其葉橢圓形、互生、全緣、薄革質。花白色，短總狀花序或單生。結橢圓形核果，成熟的果實為紅色，可食用。可作為觀賞植物。

## 扩展阅读
- 維基物種上的相關：鄧氏胡頹子